# Tanunda
Tanunda är en ort i Australien. Den ligger i kommunen Barossa och delstaten South Australia, omkring 56 kilometer nordost om delstatshuvudstaden Adelaide. Antalet invånare är 4 684.
Närmaste större samhälle är Nuriootpa, nära Tanunda.
Trakten runt Tanunda består till största delen av jordbruksmark. Runt Tanunda är det ganska glesbefolkat, med 32 invånare per kvadratkilometer. Genomsnittlig årsnederbörd är 419 millimeter. Den regnigaste månaden är juli, med i genomsnitt 68 mm nederbörd, och den torraste är december, med 8 mm nederbörd.